# Slavenski kongres
Slavenski kongres održan je u Pragu između 2. i 12. lipnja 1848. godine
Uz pojavu panslavizma uoči Revolucije u Mađarskoj 1848 održani su u raznim gradovima istočne Europe skupovi poznati kao panslavenski kongresi. 
U različitim oblicima i na gotovo svim tim kongresima raspravljalo o jedinstvu slavenskih naroda, no uvijek bez ozbiljnih rezultata. Uglavnom se je raspravljalo o sporovima koji su nastali u pitanjima postupaka, dnevnog reda i postupku glasovanja.
Za predsjednika kongresa izabran je František Palacký, a za potpredsjednika Stanko Vraz. Na sastanku je istaknuta je nepodnošljiva situacija u Habsburškoj Monarhiji. Zatražena je federalizacija monarhije na temelju općeg prava svakog naroda da odlučuje autonomno, bez obzira na veličinu ili moć. Ovi su se zahtjevi zasnivali na temeljima Francuske revolucije. 